# Kazimierz Szerszyński
Kazimierz Cezariusz Szerszyński (ur. 27 sierpnia 1888 w Radomiu, zm. 6 września 1943 w Warszawie) – polski śpiewak oraz aktor teatralny i filmowy.

## Życiorys

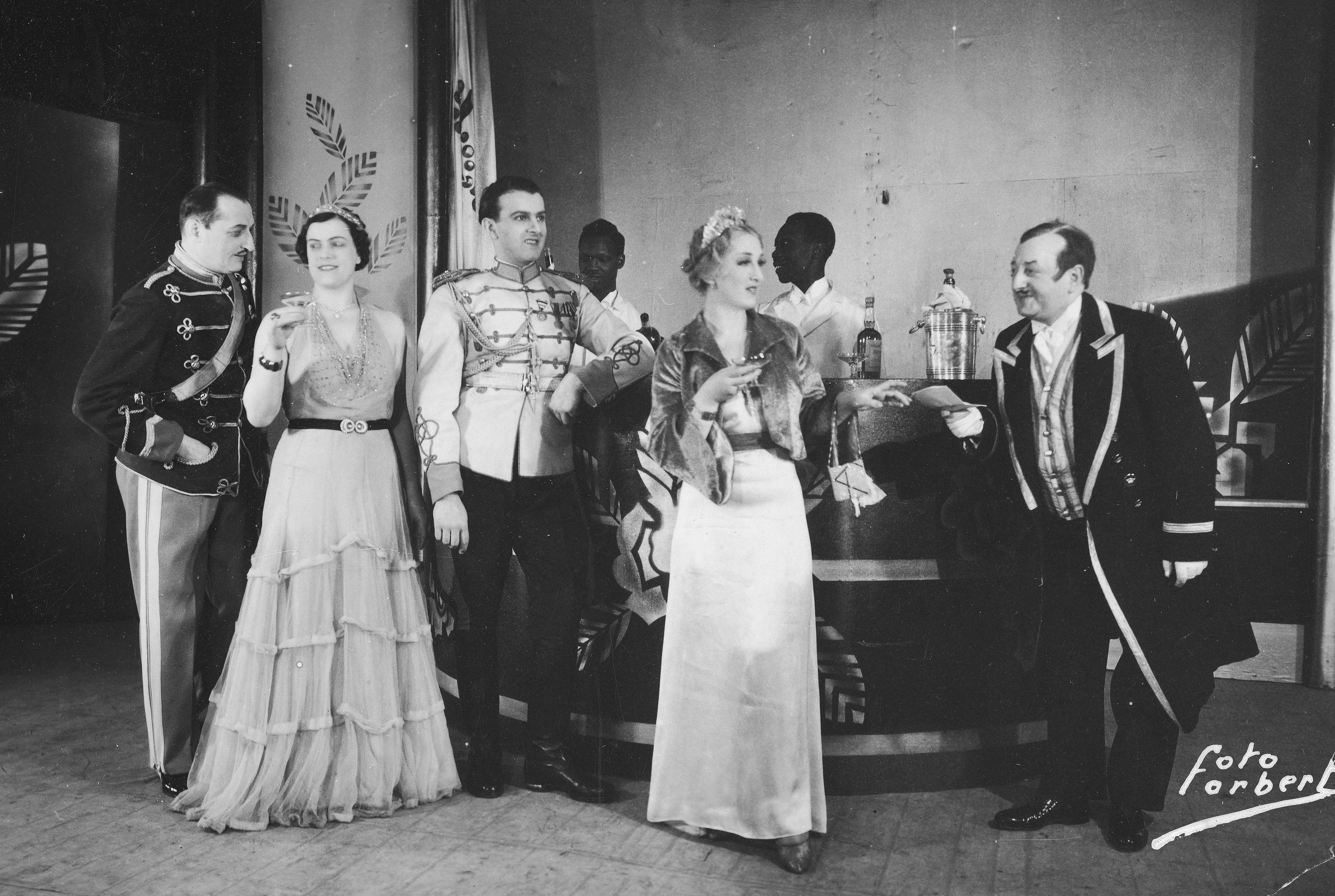
Kazimierz Szerszyński (pierwszy z lewej) w scenie z musicalu "Zakochana królowa" w teatrze "Wielka Operetka" - Warszawa, 1936 rok

Pochodził z kupieckiej rodziny. Kształcił się Warszawskim Instytucie Muzycznym. Występował w teatrach warszawskich: Nowoczesnym (1912-1914), Bagatela oraz Wielkim (1914-1915). Następnie wyjechał do Rosji. 
Według doniesień prasowych, w 1921 roku powrócił do Polski po pobycie w Paryżu, gdzie występował. Należał do zespołów teatrów rewiowych i wodewilowych: Wodewil (1921-1922), Qui Pro Quo (1922-1924), Nowości (1924, 1927-1928), Olimpia (1925-1926), Bagatela, Mignon (1930-1931) oraz Operetka przy ul. Karowej (1936-1937). W międzyczasie, w sezonie 1924/1925 występował również w Katowicach. Nagrywał również utwory dla wytwórni płytowych "Syrena Rekord" i "Odeon", głównie do słów Andrzeja Własta.
Został pochowany na Cmentarzu Powązkowskim w Warszawie (kwatera 148-6-5).

## Filmografia
- Piętro wyżej (1937) - uczestnik balu maskowego
- Pani minister tańczy (1937) - mężczyzna na dancingu
- Ordynat Michorowski (1937) - gość na balu sylwestrowym u hrabiostwa Trestków, sekundant ordynata Michorowskiego w pojedynku z hrabią Brochwiczem
- Wrzos (1938) - znajomy Celiny i Andrzeja
- Dziewczyna szuka miłości (1938) - mężczyzna na przyjęciu

Źródło:Film Polski